# Saint-Barthélemy-d'Agenais
Saint-Barthélemy-d'Agenais é uma comuna francesa na região administrativa da Nova Aquitânia, no departamento Lot-et-Garonne. Estende-se por uma área de 15,21 km². Em 2010 a comuna tinha 526 habitantes (densidade: 34,6 hab./km²).